# Amadeo Ortega
Amadeo Ortega (* 19. April 1905; † 17. Oktober 1983) war ein paraguayischer Fußballspieler. Der Stürmer nahm mit der paraguayischen Nationalmannschaft an der ersten Fußball-Weltmeisterschaft 1930 teil.

## Karriere

### Verein
Auf Vereinsebene spielte Amadeo Ortega mindestens von 1929 bis 1931 für den River Plate Asunción. 1932 wechselte der Offensivakteur nach Argentinien, wo er für den CA Atlanta auflief. Nach der Fusion mit den Argentinos Juniors lief er für die Atlanta-Argentinos Juniors auf. Die Fusion hielt 25 Spieltage und Ortega ging nach Ende der Spielzeit zu Atlanta zurück.

### Nationalmannschaft
Bei der ersten Fußball-Weltmeisterschaft 1930 in Uruguay wurde Ortega in das paraguayische Aufgebot berufen. Er bestritt aber kein Turnierspiel. Beim Campeonato Sudamericano 1937 kam er in drei Spielen zum Einsatz, wo er zwei Tore erzielte. Beide Tore schoss er beim 4:2-Erfolg über Uruguay.